# Abator (cartier în Constanța)
Abator este un cartier în Constanța. Numele îi este dat de abatorul construit în aceasta zonă, situat pe strada Șoseaua Mangaliei.

 Acest articol despre o localitate din județul Constanța este deocamdată un ciot. Puteți ajuta Wikipedia prin completarea lui.